# 洮河红景天
洮河红景天（学名：Rhodiola taohoensis）为景天科红景天属的植物，为中国的特有植物。分布于中国大陆的甘肃等地，生长于海拔2,600米至3,000米的地区，多生长在山坡阴处，目前尚未由人工引种栽培。